# Ma-cu (istennő)
Ma-cu (kínai egyszerűsített írásjegyekkel: 妈祖, pinyin átírással: Māzǔ) vagy más átírás szerint Matsu taoista istennő, a kínai halászok és tengerészek oltalmazója. Ma-cu, a tengerrel való közvetlen élettérrel rendelkező kelet-ázsiai emberek által mélyen tisztelt istenség.
Ma-cu valóban élő történelmi személy volt. Eredeti neve: Lin Mo Niang (林默娘, azaz Lín Mò Niáng). Különösen a dél-kínai tengervilág népei: Zhejiang, Fujian, Tajvan, Guangdong között népszerű. Mindazon a népek, ahol eredetileg a halászat volt a megélhetés forrása, illetve a fenti területekről származó, tengerentúlon letelepedett közösségek tagjai mély tisztelettel övezik az istennőt.

## Megnevezések
Népszerű elnevezések
- Ma-cu (妈祖, melynek jelentése: 'Anyai Ős'), vagy Ma-cu po (妈祖婆, 'Ma-cu tiszteletbeli hölgy')
- Tianhou (天后, melynek jelentése: 'Mennyei Császárnő', 'Mennyei Királynő')
- Tianfei (天妃, jelentése: 'Mennyei Hitves')
- A Ma vagy A Po (阿妈, 阿婆, jelentés: 'Nagymama')
- Tianshang Shengmu (天上圣母, jelentése: 'Mennyei Szent Anya')

Hivatalos címek
- A Déli-Song dinasztia idején, 1155-ben kapta az istennő az első hivatalos címét az akkor uralkodó Gaozong császártól: 'A Természetfeletti Kegy Hercegnője'.
- A mongol Yuan-dinasztia idején az istennő a 'Birodalom Oltalmazó Kiváló Fényességű Mennyei Hercegnő' (护国明著天妃) címen szerepelt a hivatali krónikákban.
- A Ming-dinasztia idején, 1417-ben Yongle császártól a 'Mennyei Szentséges Anya' címet kapta az istennő.
- A Qing-dinasztia idején kapta az istennő a 'Mennyei Császárnő' (天后) hivatalos címet. Utolsó hivatalos címét Daoguang császártól kapta 1839-ben: 'Az Égben Lakozó Szentséges Anya'.

## A történelmi személy
A források szerint Ma-cu születési időpontja az Északi-Song dinasztia idejére, 960-ra tehető. Egy Lin Yuan nevű úr hetedik gyermekeként látta meg a napvilágot a Fucsien tartományhoz tartozó Meizhou nevű szigeten. Születésekor egyáltalán nem sírt, ezért kapta a 'Hallgatag Leány' (默娘) nevet. Róla és a tengerről való kapcsolatáról számos legenda szól.
Annak ellenére, hogy csak viszonylag későn, 15 éves korában tanult meg úszni, hamarosan kiváló úszó lett belőle. Gyakran piros ruhájában a parton várakozott, hogy segítse a viharba jutott halászhajók hazatérését.
Egy legenda szerint Ma-cu édesapja és fiútestvérei, akik foglalkozásuk szerint halászok voltak, egy nap szörnyű tájfunba keveredtek. A család otthon maradt fele, nagyon aggódott a tengeren bajba jutottak épségéért. Ma-cu, aki szintén otthon volt a családdal hirtelen transzba esett (más változat szerint álmában látta meg bajba jutott édesapját és bátyjait). A transzállapotban (illetve álmában) meglátta apját és bátyjait, amint a víz alá merülnek. Ő utánuk ment és apját fogaival, bátyjait két karjával húzta ki a part fele. Ekkor azonban édesanyja, aki lányát transzállapotban látva megijedt, egyre próbálta őt felébreszteni. A családtagok azt hitték, hogy a családfő és a fiúk már mind odavesztek a viharban. Az anya látván, hogy lánya is magán kívül van, aggódott, hogy őt is elveszítheti. Ma-cu megsajnálván édesanyját, száján hangot adott ki, jelezve, hogy magánál van, ezen mozdulatával viszont eleresztette édesapját. Ennek következtében Ma-cu bátyjai épségben hazatértek, sajnos édesapjuk nélkül. A falubelieknek azt mesélték, hogy a tájfunban váratlanul, nem tudni honnan egy ismeretlen bukkant elő és neki köszönhetik életüket.
Lin Mo Niang halálával kapcsolatban két verzió létezik. Az első változat szerint 987-ben, huszonnyolc éves korában távozott el, amikor is egyedül hegymászás közben, felemelkedett a levegőbe, és istennővé változott. A másik változat szerint 16 éves korában hunyt el, amikor édesapját kereste a tengerben. Testét a Matsu-szigetek Nankan nevű szigeténél vetették partra a hullámok. Lin Mo Niang életéről a kínai Fucsien tartományban tévésorozat is készült (2000).

## Istennő
Lin Mo Niang halála után sok halász és családjaik kezdtek el imádkozni hozzá, hálával emlékezve a tengeren bajba jutottak megmentőjére. Kultusza gyorsan terjedt. Más kínai tengeristeneknél (például sárkánykirályok) is jóval nagyobb népszerűsége oltalmazó, gondoskodó és együttérző természetének köszönhető. Ma-cu istennőt ábrázolása szerint általában vörös ruhában, trónuson ülve láthatjuk. Ahogy sok más kínai népi hős esetében is láthatjuk, Ma-cu-ból a Yuan-dinasztia idejére császári szentség vált.

## A Ma-cu kultusz és helyszínei
Fucsien tartományból a kultusz gyorsan terjedt tovább a szomszédos tartományokba, Csöcsiang-ba, Kuangtung-ba, valamint a szárazföldi Kína más partvidéki területeire. A kínai közösségek különösen a 19. és 20. századra jellemző tengeren túlra való kitelepülésével a kultusz Tajvan szigetén, Vietnámban, a Rjúkjú-szigeteken, Japánban és Délkelet-Ázsia más területein is elterjedt. Az új helyekre érkező kínai telepesek érkezésük után mindig építettek egy szentélyt, az istennőnek, köszönetképpen hogy szerencsésen megérkeztek. Az Amerikába, Európába bevándorló kínaiak egyaránt hoztak létre szentélyeket az istennő tiszteletére. Ma a világ 26 országában mintegy 1500 Ma-cu szentélyt találhatunk.
Hongkong
Hongkongban mintegy 60 Ma-cu, azaz kantoni nyelven Tin Hau tiszteletére épített szentélyt találhatunk. A Hongkong keleti körzetében levő Victoria Park-tól keletre található Tin Hau-szentély nevét adta a számára otthont adó kerületnek, valamint a közelben található MTR állomásnak (Island Line, Tin Hau állomás) is. Hongkongban a Tin Hau-szentélyek történelmi értékű épületekké lettek nyilvánítva.
Makaó
Makaó nevét az istennő egy 1448-ban épült, ma is létező szentélyének (妈阁庙, Māgémiaò) neve után kapta. Makaón három jelentősebb szentélyt találhatunk.
A szárazföldi Kína
A Fucsien tartományi Putian körzetben, az istennő legendás szülőhelyén több száz Ma-cu szentély működik. Csak Meizhou szigetén 20-at találhatunk. Fujian más körzeteiben további hetven templom található. A Mennyei Császárnő Őstemploma (天后湄洲祖庙) Meizhou szigetén épült fel. Fujianen kívül Kuangtung-ban és Hajnan szigetén 40, Csöcsiang-ban és Csiangszuban további 30 Ma-cu templom működik. De Észak-Kína olyan helyein, mint Tiencsin, Weihai, Yingkou, Qinhuangdao, Csingtao, Cshangdokkung szigetek, és Penglai is építettek nagyobb Ma-cu templomokat.
A Ming-dinasztia idején Jung-lő császár építette Nanking-ban a Tian Fei Palotát. A híres kínai muszlim utazó Cseng Ho az expedícióira való indulás előtt illetve visszatérésekor ebben a templomban imádkozott az istennőhöz. A Tian Fei Palota, azért mert maga a kínai császár alapította a legrangosabb Ma-cu szentély lett az egész országban. Egy 1937-es japán bombázás során lerombolták, de mostanában újraépítették.
Sanghajban három nagyobb szentély működött. A mandzsu Csing-dinasztia idején a diplomaták a régi város Tian Hou Palotájában imádkoztak. Mind a három szentély a háború áldozatának esett. Az utolsó szentélyt, amely eredetileg a Suzhou patak partjánál állt, Songjiang-ba költöztették, és a 'Huangpu-folyó Ma-cujá'-nak szentelték. A Sanghaj régi városrészében található Város Isten Templomát is részben Ma-cu-nak ajánlották.

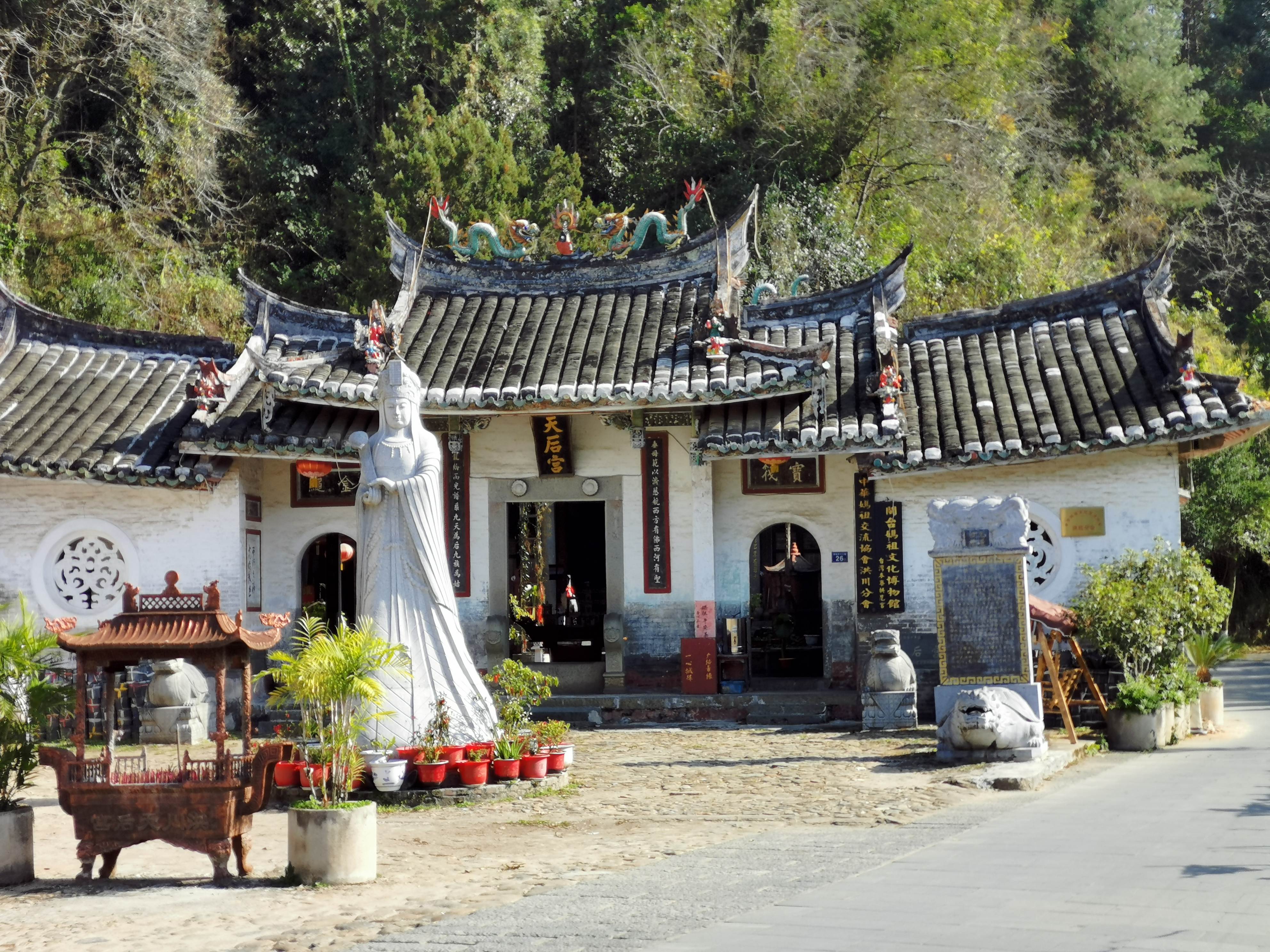
Fucsien
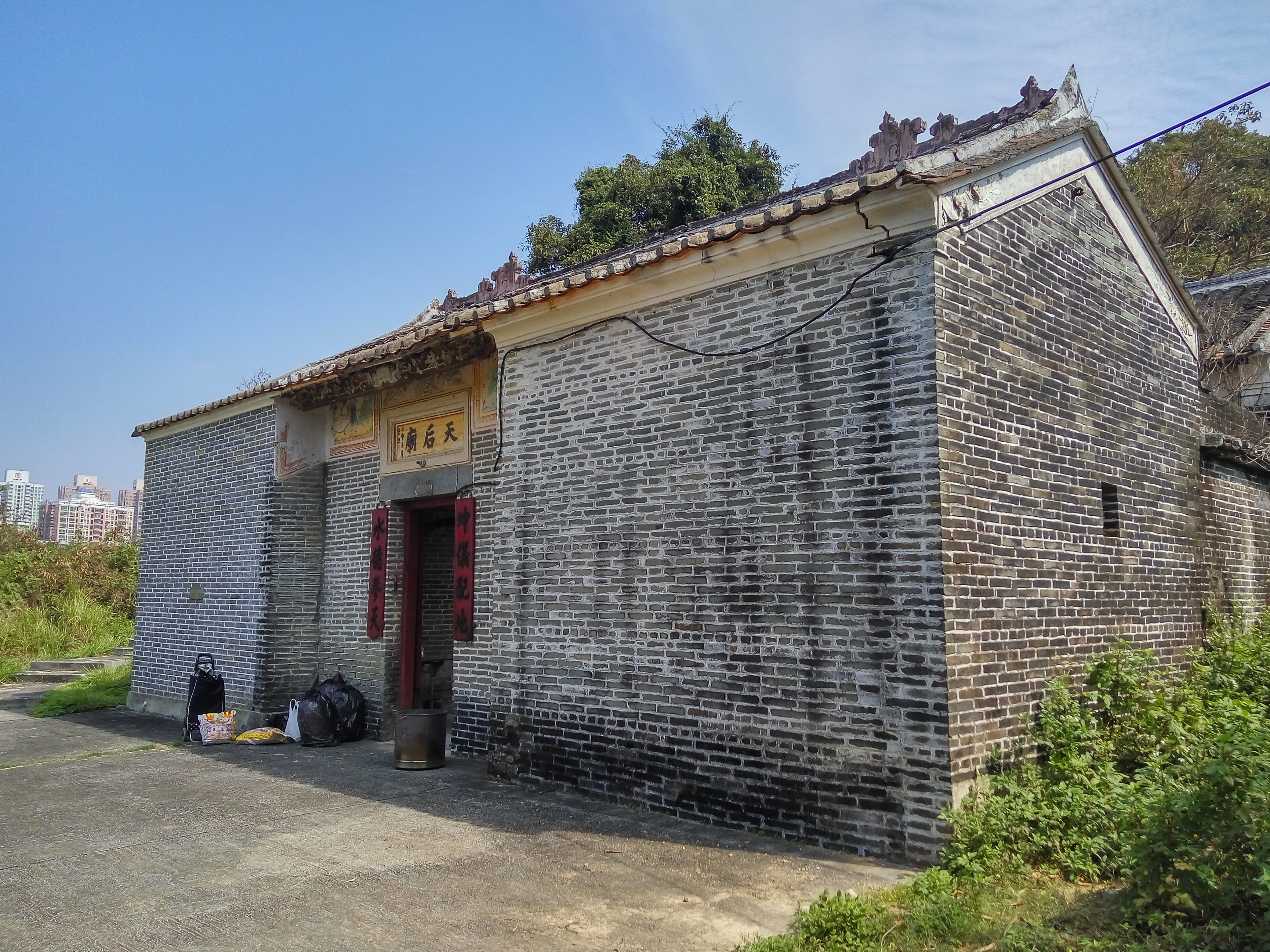
Hong Kong
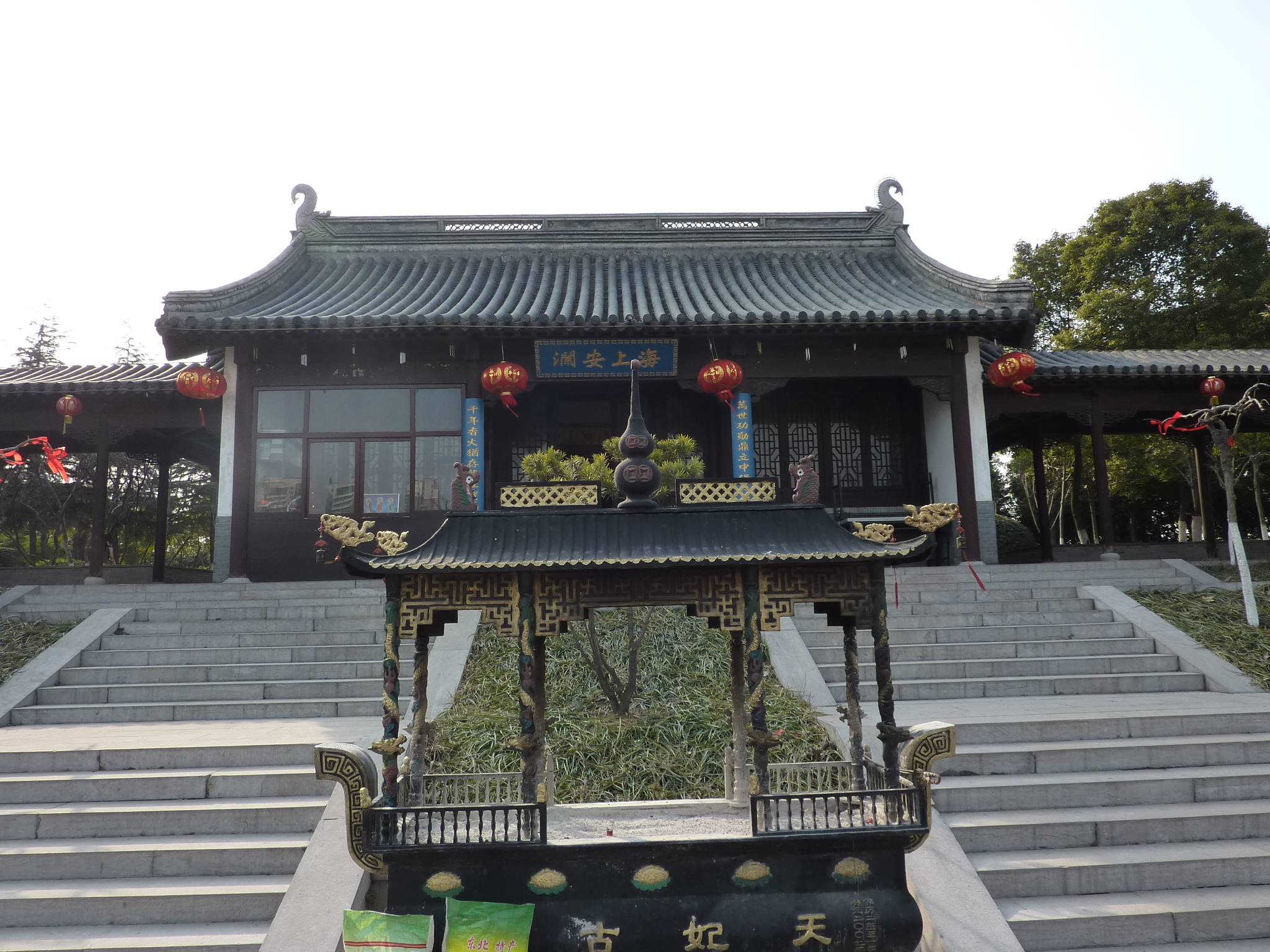
Nanking
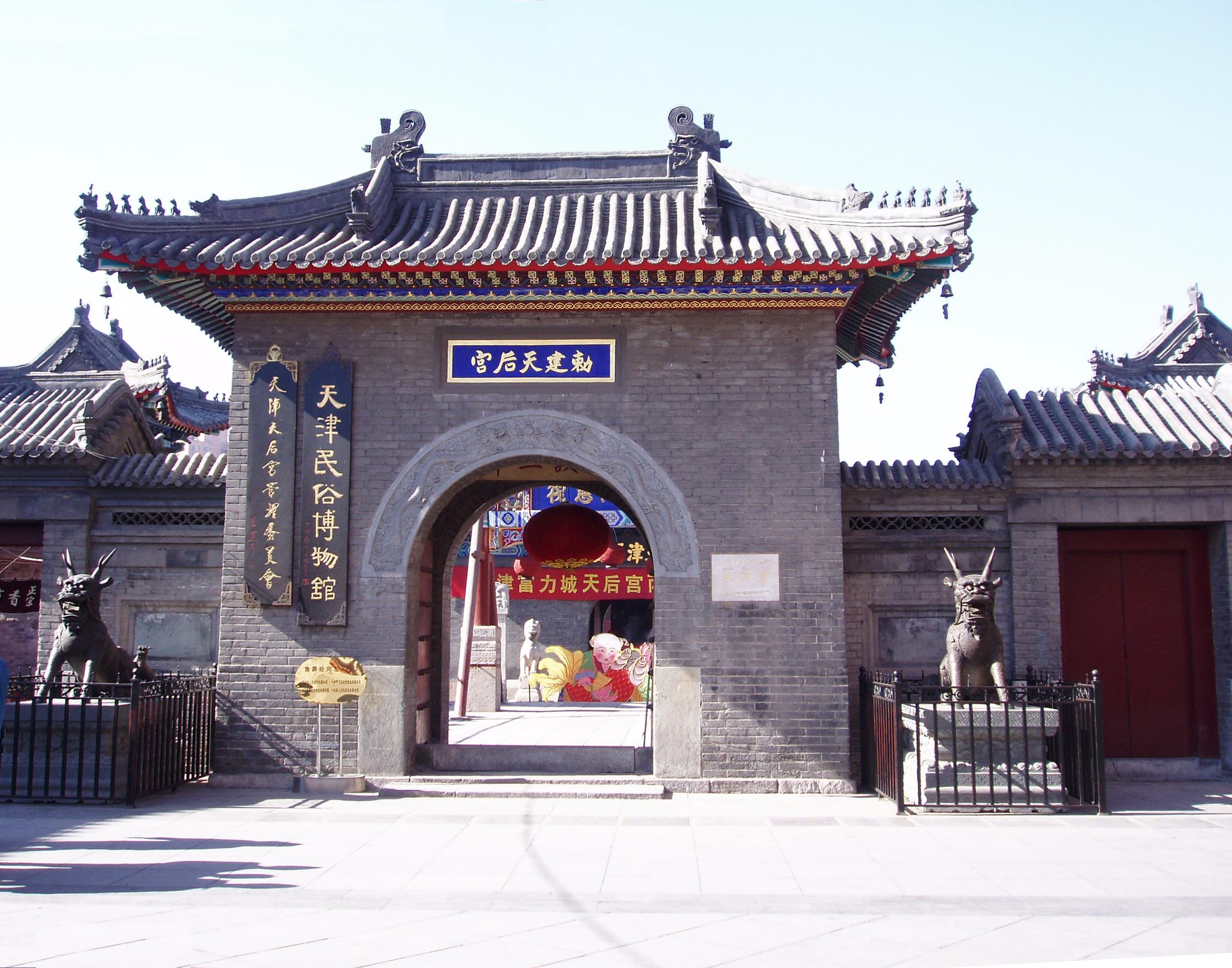
Tiencsin

Malajzia
Malajzia földjén a taoizmus vallása már korán meghonosodott. A Délkelet-Ázsiába települő kínaiak itt is elterjesztették Ma-cu kultuszát. A Malajzia fővárosában, Kuala Lumpurban található Thean Hou Szentély (马来西亚吉隆坡天后宫) Ázsiában az egyik leglátogatottabb turistahely. Az országban ezen kívül számos Ma-cu szentély található. Ma-cu születésnapját az egész országban megünneplik. Borneó északi részén, Kudat-ban akarták felhúzni a világ legmagasabb (tíz emelet magasságú) Ma-cu szobrát, a projektet a Sabah nép politikai vezetője is támogatta, eredetileg turistaközpontot akartak kiépíteni köré azonban muszlim csoportok tiltakozása miatt a projektet nem tudták kivitelezni.
Szingapúr
A kultuszt itt is kínai bevándorlók honosították meg a 19. század idején. Szingapúr két leghíresebb Ma-cu szentélye a Thian Hock Keng és a Yueh Hai Ching, melyeket a 19. században építettek a telepesek.
Tajvan
Kétségkívül ma a világon a Ma-cu-kultusz kultúrájában Tajvan szigetén a leggazdagabb. A szigeten több, mint 1000 az istennőnek szentelt szentélyt találunk. A tajvani Ma-cu-társaságok vezetői a tajvani politikai élet meghatározó szereplői is egyben. A Tajvanhoz tartozó Macu-szigeteket is az istennőről nevezték el.
A legfontosabb szentélyek:
- Dajia Chenlan Templom (大甲镇澜宫), Tajvan leghíresebb Ma-cu szentélye valamint az évente rendezett Ma-cu zarándoklatok fő helyszíne is.
- Chaotian Templom (朝天宫), mely Peigang (北港) városában található, 1694-ben épült és híres különleges épületeiről, faragásairól.
- A Nagy Égi Királynő Temploma (大天后宫), mely Tajnan városában található és 1664-ben alapították.
- Tianhou Temploma, melyet Kaohsziung városában építettek 1691-ben.
- Tianhou Temploma, melyet Tajvan történelmi városában Lugang-ban alapítottak 1684-ben.
- Tianhou Temploma, melyet a Penghu-szigeteken építettek 1593-ban, ez Tajvan legkorábbi Ma-cu szentélye.
- Guandu Palota, mely Észak-Tajvan legkorábban épült (1661 vagy 1712 a források eltérő adatai szerint) Ma-cu szentélye, az észak-tajvani Ma-cu kultusz központja is egyben. Tajpej városának közelében Guandu körzetben található.

Thaiföld
Thaiföldön is számos Ma-cu szentély működik, különösen olyan tengerparti városokban, mint Bangkok, Csonburi, Pattani, és Phuket. Az itt élő kínaiak ápolják az istennő kultuszát, sőt sokan közülük évente az istennő szülőhelyére is elzarándokolnak.
USA, Amerikai Egyesült Államok
A Délkelet-Ázsiából származó népek a Nyugaton is imádkoznak az istennőhöz. Az USA nagy városainak kínai negyedeiben több Ma-cu szentélyt is találunk.
- Az USA legrégibb taoista temploma San Francisco kínai negyedében található. A Ma-cu tiszteletére emelt szentély neve: Tin How Templom és 1852-ben építették.
- A másik híres templom a Chua Ba Thien Hau Los Angeles kínai negyedében található. Az építési munkálatok 2005 szeptember 5-én fejeződtek be és mintegy 2 millió amerikai dollárba kerültek. A templomot egy kínai–vietnámi jótékonysági szervezet működteti. Nagy turista attrakcióvá vált, minden évben a kínai újévi ünnepségek alkalmából 24 órás oroszlántánc és tűzijáték is várja a látogatókat.

Vietnám
Vietnámban Ma-cu istennőt Thien Hau néven ismerik.
- A kantoni telepesek a 19. században Cholonban, mely ma Ho Chi Minh város része építettek egy szentélyt Thien Hau néven.
- A híres Quan Am Pagodában, mely szintén Cholonban található találunk egy oltárt melyet Ma-cu istennőnek szenteltek.

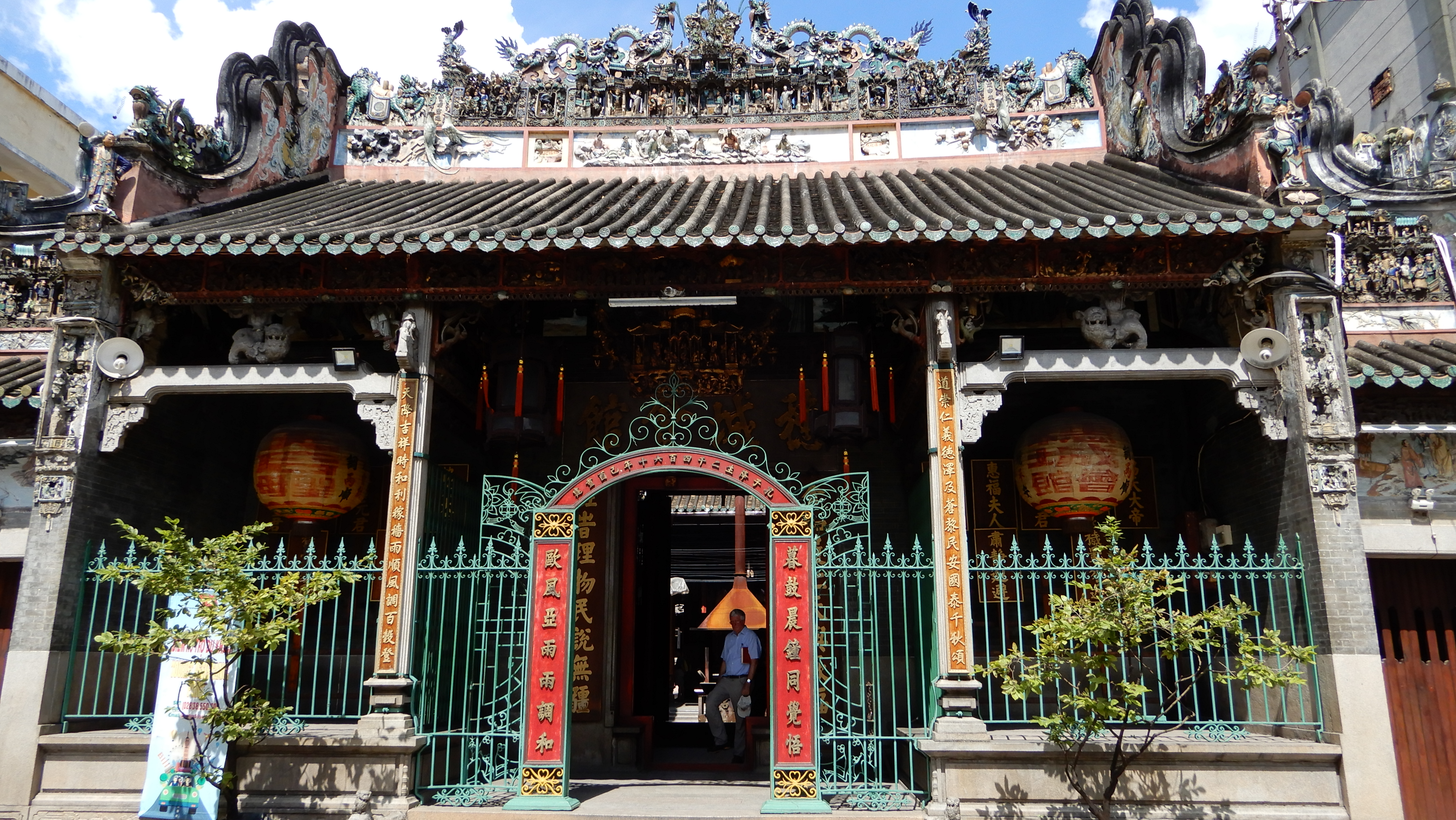
Thien-Hau-Pagoda Ho Si Minh-város Vietnám
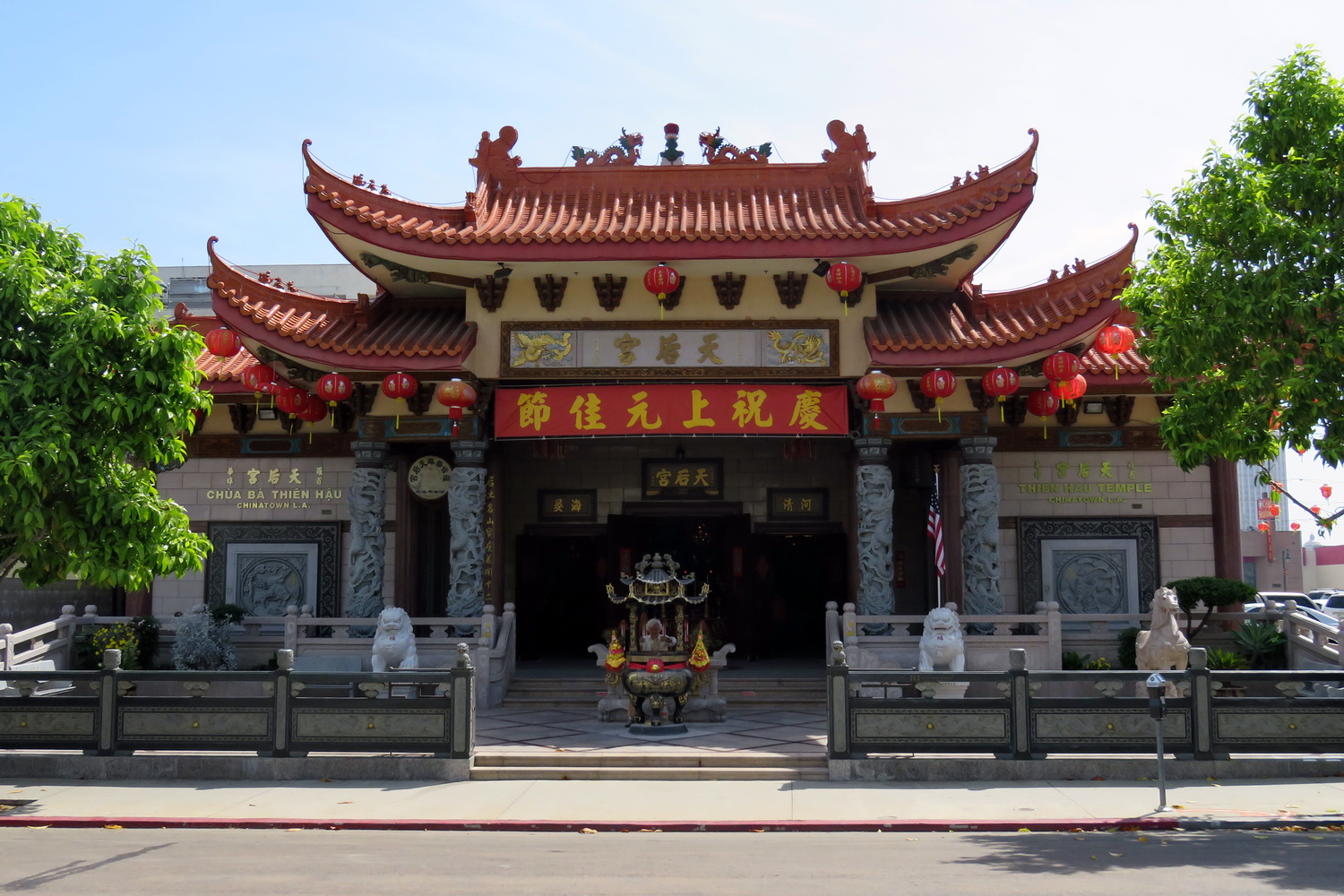
Chua Ba Thien Hau Los Angeles
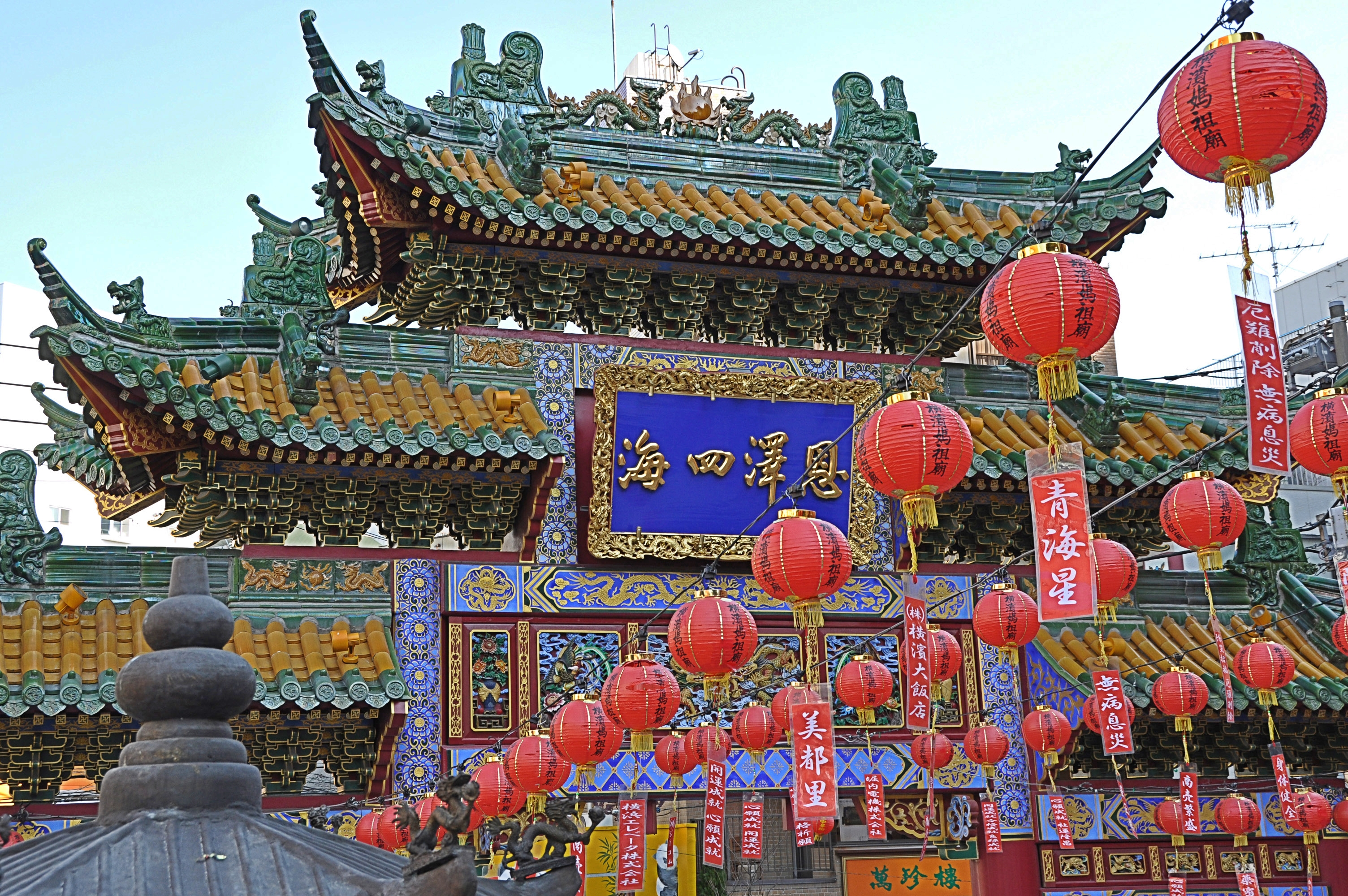
Jokohama
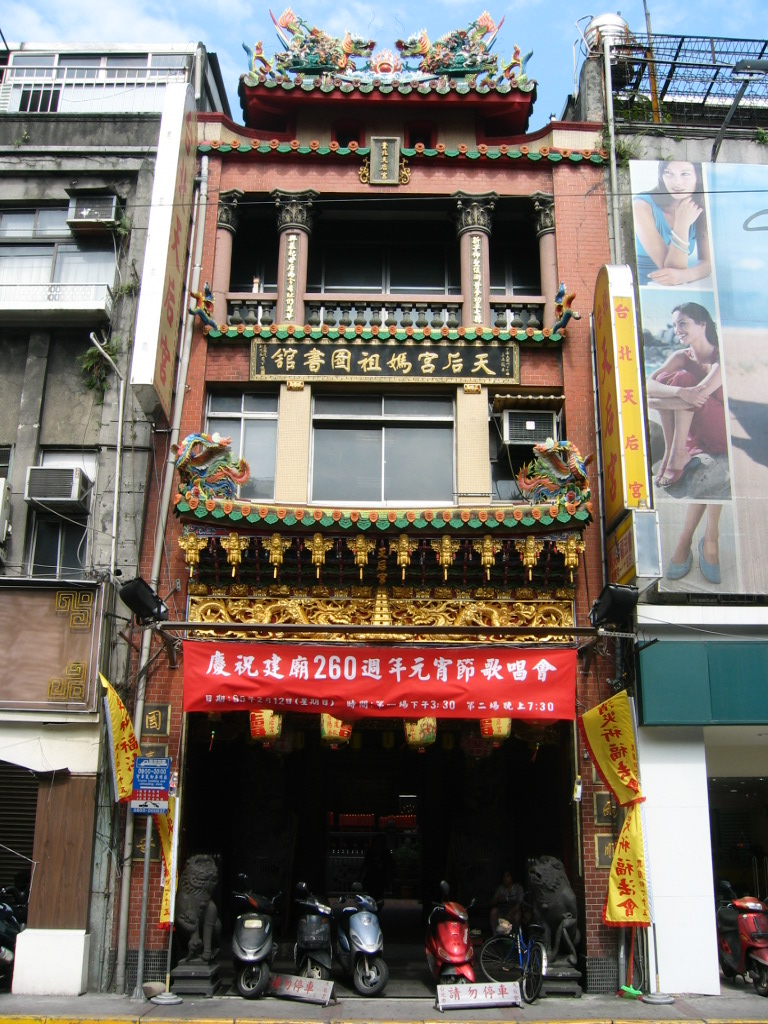
Tajpej (Kínai Köztársaság)
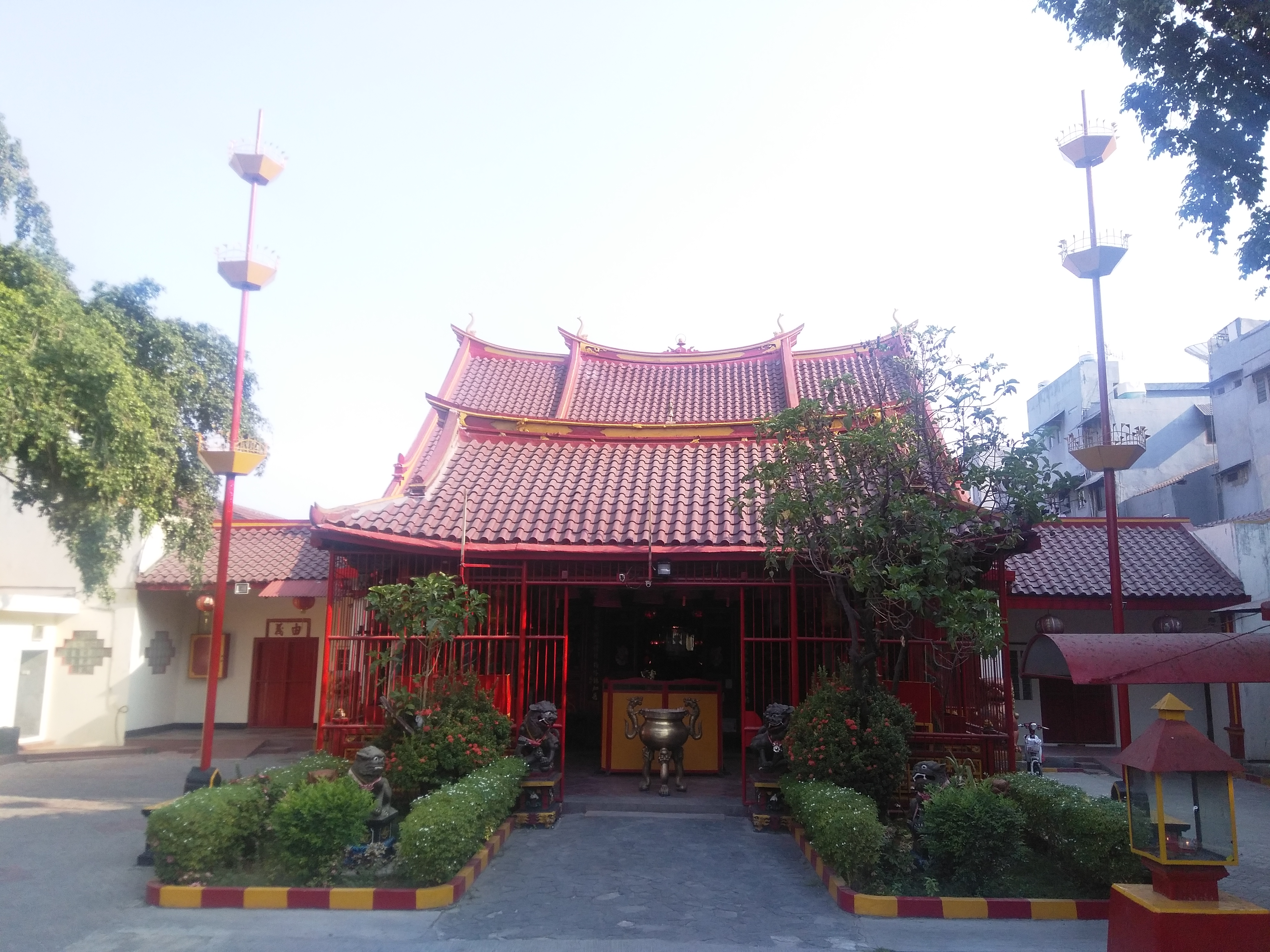
Jakarta

## Ma-cu fesztiválok
Az istennő születésnapja a kínai naptár szerinti harmadik holdhónap huszonharmadik napjára esik. A Gergely naptár szerint pedig április végére, május elejére esik.
- 2001: április 16.
- 2002: május 5.
- 2003: április 24.
- 2004: május 11.
- 2005: május 1.
- 2006: április 20.
- 2007: május 9.
- 2008: április 28.
- 2009: április 18.
- 2010: május 6.

Az istennő születésnapja a taoista világ fontos ünnepe, a legnagyobb ünnepségek Tajvanon zajlanak a híres Dajia zarándoklat keretében.

## Fordítás
- Ez a szócikk részben vagy egészben  a   Matsu_(goddess) című angol Wikipédia-szócikk fordításán alapul.  Az eredeti cikk szerkesztőit annak laptörténete sorolja fel. Ez a jelzés csupán a megfogalmazás eredetét és a szerzői jogokat jelzi, nem szolgál a cikkben szereplő információk forrásmegjelöléseként.